# Étienne Cabet
Étienne Cabet (1. ledna 1788 Dijon – 9. listopadu 1856 St. Louis) byl francouzský filosof a utopický socialista.
Roku 1831 byl zvolen poslancem, pro své ostré útoky na vládu byl však odsouzen a musel prchnout do Anglie. Pod vlivem Roberta Owena zde napsal knihu Voyage et aventures de lord William Carisdall en Icarie (Cesta a dobrodružství lorda Williama Carisdalla v Ikarii, publikována r. 1840, v češtině vydáno jako Cesta do Ikarie (1950)) popisující ideální společnost, v níž volená vláda řídí veškerou ekonomickou činnost a dohlíží na sociální záležitosti, takže rodina zůstává jedinou na vládě nezávislou jednotkou. Založil také Ikarské hnutí, pojmenované podle jeho utopie a vymyslel termín komunismus.

## Život
Étienne Cabet se narodil v Dijonu, Côte-d'Or ve Francii v roce 1788. Vystudoval práva a získal pracovní pozici ve státní správě jako procureur-général na Korsice. V roce 1830 se aktivně zapojil do Červencové revoluce. Ze svého místa byl vyhozen poté, co kritizoval vládní konzervatismus ve svém spise Histoire de la révolution de 1830. V roce 1831 byl zvolen za Côte d'Or do sněmovny parlamentu, kde se zapojil do frakce radikálů.
Kvůli pokračujícím útokům na vládu byl v roce 1834 obžalován z velezrady. Před soudem raději zvolil útěk do Londýna, kde žádal o politický azyl. Zde se setkal s pracemi Roberta Owena a pod tímto vlivem sepsal svůj utopický román Voyage et aventures de lord William Carisdall en Icarie (1840), v češtině vydáno jako Cesta do Ikarie (1950). Kniha se setkala s obrovským úspěchem, který vedl k vytvoření Ikarského hnutí, jež mělo jeho ideály zrealizovat.
V roce 1839 se vrátil do Francie, kde obhajoval činnost komunitaristického sociálního hnutí, pro které vytvořil termín communisme (komunismus). Jeho myšlenky později ovlivnily další teoretiky socialismu a komunismu, včetně Karla Marxe a Friedricha Engelse. Mnoho z nich však ignorovalo Cabetovu náboženskou rovinu tak, jak ji popsal ve svém díle Le vrai christianisme suivant Jésus Christ.
V roce 1841 začal znovu vydávat tisk Populaire (původně ho založil v roce 1833). Tisk byl určen především pro francouzské dělníky. Mezi lety 1843 a 1847 vydával i ikarský almanach. V dobách největšího nadšení mělo Ikarské hnutí až 400 000 přívrženců.
Cabet v roce 1848 vzdal své snahy reformovat francouzskou společnost a po vzoru neúspěšného pokusu Roberta Owena vyzval své přívržence k založení komuny ve Spojených státech amerických. První skupina (69 lidí) odplula s Cabetem v únoru 1848. Cabet jimi byl zvolen vůdcem na prvních deset let. Společenství vzniklo v oblasti Red River v Texasu. Ačkoliv brzy připluli další nadšenci, kvůli špatným podmínkám a šířící se nemoci se společenství již roku 1849 rozpadlo a většina osadníků odplula zpět do Francie. Zbytek věrných, pod vedením Cabeta, přesídlil do oblasti Nauvoo v Illinois. Toto společenství mělo trvale 500 členů. V roce 1851 se Cabet musel vrátit do Francie, aby čelil obvinění svých dřívějších následovníků z podvodu a oklamání. Po návratu do Nuavoo v červenci 1852 nalezl společenství ve špatné ekonomické situaci. Aby zachránil společenství vydal řadu nařízení, která například zakazovala konzumaci alkoholu nebo lov pro zábavu, stejně tak nařizovala více práce. Po řadě rozporů byl ze společenství v Nuavoo vyloučen a se zbytkou věrných odjel založit další společenství do St. Louis v Missouri, kde však následujícího roku zemřel. Poslední ikarské společenství (v Corningu, Iowa) bylo rozpuštěno roku 1898.